# Харви Милк (фильм)
«Ха́рви Милк» (англ. Milk) — биографический фильм Гаса Ван Сента, посвящённый жизни борца за права геев Харви Милка, который стал первым в США политиком, публично заявившим о своей гомосексуальной ориентации и сумевшим после этого победить на выборах в государственный орган власти. Роль Харви Милка сыграл Шон Пенн. После выхода на американские экраны «Харви Милк» был воспринят положительно, в том числе и критиками, получив немало наград.

## История создания
Попытки снять фильм о жизни Харви Милка последовали после присуждения премии «Оскар» документальной картине «Времена Харви Милка». В начале 1990-х рассматривались различные сценарии, но до 2007 года все проекты оканчивались неудачей. Основная часть фильма Milk была снята на Castro Street и других улицах Сан-Франциско, включая окрестности бывшего магазина Милка Castro Camera.
Выход картины на экраны США приурочен к 30-й годовщине убийства Милка. Предпремьерный показ фильма состоялся 28 октября 2008 года в «гей-деревне» Кастро (район Сан-Франциско), где жил герой ленты. В российский прокат картина вышла только в конце апреля 2009 года, сразу по окончании Великого поста.
В интервью газете «Ведомости» Гас Ван Сент говорил, что «Харви Милк» нельзя назвать «фильмом о геях и для геев», это картина скорее о свободе:

Фильм — о правах меньшинств: помните, что Милк боролся за права всех угнетённых. Да и сам он был не только геем, но и евреем, и проблемы многих других меньшинств знал не понаслышке. Аудитория фильма уж точно не сводится к одним только секс-меньшинствам. Она не так велика, как у блокбастера, но значительно выходит за рамки «специальных интересов».

## Сюжет
Фильм начинается с архивных кадров полицейских рейдов в гей-бары и арестов посетителей в 1950-х и 1960-х годах, за которыми следует заявление Дайэнн Файнстайн для прессы от 27 ноября 1978 года о том, что Харви Милк и мэр Джордж Москоне были убиты. На протяжении всего фильма видно, как Милк записывает свое завещание за девять дней (18 ноября 1978 года) до покушений. Затем действие фильма переносится в Нью-Йорк 1970 года, накануне 40-летия Милка и его первой встречи со своим гораздо более молодым любовником Скоттом Смитом.
Неудовлетворенные своей жизнью и нуждающиеся в переменах, Милк и Смит решают переехать в Сан-Франциско в надежде найти более широкое признание своим отношениям. Они открывают камеру Кастро в самом сердце долины Эврика, района рабочего класса, который в процессе превращения в преимущественно гей-район, известный как Кастро. Разочарованный оппозицией, с которой они сталкиваются в некогда ирландско-католическом районе, Милк использует свое прошлое бизнесмена, чтобы стать гей-активистом, в конечном итоге став наставником Клива Джонса. Поначалу Смит был менеджером предвыборной кампании Милка, но его разочаровывает преданность Милка политике, и он уходит от него. Позже Милк знакомится с Джеком Лирой, добродушным, но неуравновешенным молодым человеком. Как и в случае со Смитом, Лира не может мириться с приверженностью Милка политической активности и в конце концов вешается. Милк вступает в конфликт с местным гей-"истеблишментом", который, по его мнению, слишком осторожен и не склонен к риску.
После двух неудачных политических кампаний в 1973 и 1975 годах, чтобы стать городским надзирателем, и третьей в 1976 году в Ассамблею штата Калифорния, Милк, наконец, получает место в Наблюдательном совете Сан-Франциско в 1977 году от округа 5, после перехода от всеобщих выборов к районным выборам. Его победа делает его первым открытым геем, избранным на крупный государственный пост в Калифорнии, и третьим политиком-гомосексуалистом во всех США. Впоследствии Милк знакомится с коллегой-супервайзером Дэном Уайтом, ветераном Вьетнама, бывшим офицером полиции и пожарным. Уайт, который политически и социально консервативен, имеет сложные отношения с Милком, и у него растет неприязнь к Милку, когда он выступает против проектов, которые предлагает Уайт.
Молочный и белый цвета создают сложные рабочие отношения. Милка приглашают на крестины первого ребенка Уайта и он присутствует на них, и Уайт просит Милка помочь предотвратить открытие психиатрической больницы в округе Уайта, возможно, в обмен на поддержку Уайтом общегородского постановления Милка о правах геев. Когда Милк не поддерживает Уайта из-за негативного влияния, которое это окажет на проблемную молодежь, Уайт чувствует себя преданным и в конечном счете становится единственным голосующим против закона о правах геев. Милк также предпринимает попытку отклонить предложение 6, инициативу, выдвинутую на выборах в штате Калифорния в ноябре 1978 года. Спонсируемое Джоном Бриггсом, сенатором-консерватором штата от округа Ориндж, предложение 6 направлено на то, чтобы запретить геям и лесбиянкам (в дополнение ко всем, кто их поддерживает) работать в государственных школах Калифорнии. Это также часть общенационального консервативного движения, которое начинается с успешной кампании, возглавляемой Анитой Брайант и ее организацией "Спасите наших детей" в округе Дейд, штат Флорида, по отмене местного постановления о правах геев.
7 ноября 1978 года, после неустанной работы против предложения 6, Милк и его сторонники радуются его поражению. Отчаявшийся Уайт выступает за повышение зарплаты руководителю, но не получает большой поддержки и вскоре после поддержки предложения уходит из Правления. Позже он меняет свое мнение и просит восстановить его в должности. Мэр Москоне отклоняет его просьбу после того, как Милк пролоббировал ее.
Утром 27 ноября 1978 года Уайт проникает в мэрию через окно подвала, чтобы спрятать пистолет от металлодетекторов. Он просит о еще одной встрече с Москоне, который отклоняет его просьбу о назначении на его прежнее место. Взбешенный Уайт стреляет в Москоне в его кабинете, а затем отправляется на встречу с Милком, где застреливает его смертельной пулей, выпущенной в стиле экзекуции. Фильм предполагает, что Милк верил, что Уайт может быть скрытым геем.
Последняя сцена - многотысячное бдение при свечах в поддержку Milk и Moscone на улицах города. Далее следуют фотографии реальных людей, изображенных в фильме, и краткие описания их жизни.

## В ролях

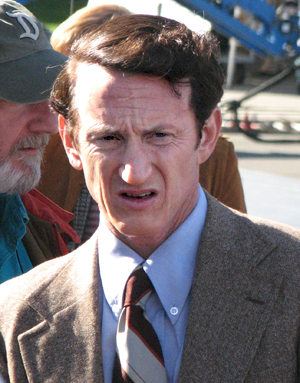
Шон Пенн на съёмках фильма, 2008 год

| Актёр            | Роль                                       |
| ---------------- | ------------------------------------------ |
| Шон Пенн         | Харви Милк                                 |
| Джеймс Франко    | Скотт Смит                                 |
| Эмиль Хирш       | Клив Джонс                                 |
| Джош Бролин      | Дэн Уайт                                   |
| Диего Луна       | Джэк Лайра                                 |
| Элисон Пилл      | Энн Кроненберг                             |
| Виктор Гарбер    | мэр Джордж Москоне                         |
| Денис О’Хэр      | сенатор Джон Бриггс                        |
| Джозеф Кросс     | Дик Пэбич                                  |
| Стивен Спинелла  | Рик Стоукс                                 |
| Лукас Грэйбил    | Дэнни Николетта                            |
| Брент Корриган   | телефонное древо (эпизод)                  |
| Элиас Макконнелл | телефонное древо (эпизод)                  |
| Харви Милк       | в хроникальных кадрах (в титрах не указан) |

## Отзывы
Ещё до премьеры «Милк» получил крайне благожелательные отзывы в прессе. Некоторые рецензенты указывали на символичность премьеры сразу после избрания представителя расового меньшинства (Барака Обамы) американским президентом и называли Пенна одним из основных кандидатов на «Оскар». Авторитетный критик Роджер Эберт удостоил фильм высшей возможной оценки. Андрей Плахов счёл фильм «выполненным шершавым языком плаката», однако роль Шона Пенна посчитал лучшей во всей карьере этого актёра, сыгранной без страха сентиментальности с целью продемонстрировать «явный перевес внутренней красоты над внешней».

## Признание
Картина номинировалась на «Золотой глобус», премию BAFTA и на 8 премий Американской киноакадемии, включая премию «Оскар» за лучший фильм, победив в номинациях на премию «Оскар» за лучшую мужскую роль (Шон Пенн) и премию «Оскар» за лучший оригинальный сценарий (Дастин Лэнс Блэк).
| Премия                              | Категория                            | Номинант                    | Результат |
| ----------------------------------- | ------------------------------------ | --------------------------- | --------- |
| «Оскар»                             | Лучший фильм                         | Дэн Джинкс, Брюс Коэн       | Номинация |
| «Оскар»                             | Лучший режиссёр                      | Гас Ван Сент                | Номинация |
| «Оскар»                             | Лучшая мужская роль                  | Шон Пенн                    | Победа    |
| «Оскар»                             | Лучшая мужская роль второго плана    | Джош Бролин                 | Номинация |
| «Оскар»                             | Лучший оригинальный сценарий         | Дастин Лэнс Блэк            | Победа    |
| «Оскар»                             | Лучшая музыка к фильму               | Дэнни Эльфман               | Номинация |
| «Оскар»                             | Лучший монтаж                        | Эллиот Грэхем               | Номинация |
| «Оскар»                             | Лучший дизайн костюмов               | Дэнни Гликер                | Номинация |
| «Золотой глобус»                    | Лучшая мужская роль — драма          | Шон Пенн                    | Номинация |
| BAFTA                               | Лучший фильм                         | Дэн Джинкс, Брюс Коэн       | Номинация |
| BAFTA                               | Лучшая мужская роль                  | Шон Пенн                    | Номинация |
| BAFTA                               | Лучший оригинальный сценарий         | Дастин Лэнс Блэк            | Номинация |
| BAFTA                               | Лучший грим и причёски               | Стивен Андерсон, Майкл Уайт | Номинация |
| «Выбор критиков»                    | Лучший фильм                         |                             | Номинация |
| «Выбор критиков»                    | Лучший режиссёр                      | Гас Ван Сент                | Номинация |
| «Выбор критиков»                    | Лучшая мужская роль                  | Шон Пенн                    | Победа    |
| «Выбор критиков»                    | Лучшая мужская роль второго плана    | Джош Бролин                 | Номинация |
| «Выбор критиков»                    | Лучшая мужская роль второго плана    | Джеймс Франко               | Номинация |
| «Выбор критиков»                    | Лучший актёрский состав              |                             | Победа    |
| «Выбор критиков»                    | Лучший оригинальный сценарий         | Дастин Лэнс Блэк            | Номинация |
| «Выбор критиков»                    | Лучшая музыка к фильму               | Дэнни Эльфман               | Номинация |
| «Независимый дух»                   | Лучшая мужская роль                  | Шон Пенн                    | Номинация |
| «Независимый дух»                   | Лучшая мужская роль второго плана    | Джеймс Франко               | Победа    |
| «Независимый дух»                   | Лучший дебютный сценарий             | Дастин Лэнс Блэк            | Победа    |
| «Независимый дух»                   | Лучшая операторская работа           | Харрис Савидис              | Номинация |
| «Спутник»                           | Лучший фильм — драма                 | Дэн Джинкс, Брюс Коэн       | Номинация |
| «Спутник»                           | Лучший режиссёр                      | Гас Ван Сент                | Номинация |
| «Спутник»                           | Лучшая мужская роль — драма          | Шон Пенн                    | Номинация |
| «Спутник»                           | Лучшая мужская роль второго плана    | Джеймс Франко               | Номинация |
| «Спутник»                           | Лучший оригинальный сценарий         | Дастин Лэнс Блэк            | Номинация |
| «Спутник»                           | Лучшая музыка к фильму               | Дэнни Эльфман               | Номинация |
| Национальный совет кинокритиков США | Лучшая мужская роль второго плана    | Джош Бролин                 | Победа    |
| Национальный совет кинокритиков США | Топ 10 лучших фильмов года           |                             | Победа    |
| Премия Гильдии киноактёров США      | Лучшая мужская роль                  | Шон Пенн                    | Победа    |
| Премия Гильдии киноактёров США      | Лучшая мужская роль второго плана    | Джош Бролин                 | Номинация |
| Премия Гильдии киноактёров США      | Лучший актёрский состав              |                             | Номинация |
| Премия Гильдии режиссёров США       | Лучший режиссёр                      | Гас Ван Сент                | Номинация |
| Премия Гильдии продюсеров США       | Лучший фильм                         | Дэн Джинкс, Брюс Коэн       | Номинация |
| Премия Гильдии продюсеров США       | Награда имени Стэнли Крамера         | Дэн Джинкс, Брюс Коэн       | Победа    |
| Премия Гильдии сценаристов США      | Лучший оригинальный сценарий         | Дастин Лэнс Блэк            | Победа    |
| Премия Гильдии сценаристов США      | Почетная награда имени Пола Сельвина | Дастин Лэнс Блэк            | Победа    |

## Сборы
Бюджет фильма составил 20 млн. $. В ограниченном прокате с 26 ноября 2008, в широком прокате с 30 января по 16 апреля 2009. В первые выходные ограниченного проката собрал 1 453 844 $ (10 место, 36 кинотеатров), в первые выходные широкого проката — 1 481 155 $ (18 место, 882 кинотеатров). Наибольшее число показов в 882 кинотеатрах единовременно. За время проката собрал в мире 54 586 584 $ (87 место по итогам года) из них 31 841 299 $ в США (89 место по итогам года) и 22 745 285 $ в остальном мире. В странах СНГ фильм шёл с 23 апреля по 7 июля 2009 и собрал 336 134 $.